# Centre droit (Frankreich)
Das Centre droit (Rechtes Zentrum) war eine französische Parlamentsfraktion, die zu Beginn der Dritten Republik in der Nationalversammlung bestand. Sie wurde von royalistischen Abgeordneten mit orleanistischen und liberalen Tendenzen gebildet und zählte etwa 200 Mitglieder.

## Geschichte
Sie dominierte die Politik während der Zeit der Ordre moral, die vom Sturz Adolphe Thiers’ am 24. Mai 1873 bis zu den Parlamentswahlen von 1876 dauerte. Nachdem sie sich während der Krise vom 16. Mai 1877 der Widerstandspolitik von Patrice de Mac Mahon angeschlossen hatte, verlor sie endgültig die Führung der Regierung, als die Republikaner im Dezember 1877 an die Macht kamen. Die Fraktion verschwand daraufhin von der Bildfläche.
Zu den prominentesten Mitgliedern zählten Albert de Broglie, Gaston d’Audiffret-Pasquier, Saint-Marc Girardin, Louis Buffet und Louis Jules Trochu.